# AKB48의 가치챌리
히카리 TV presents 비묘~나 토비라 AKB48노 가치차레는 히카리TV에서 2012년 6월 29일부터 디지털 배급되고 있는 AKB48의 다큐멘트 버라이어티 프로그램이다.

## 개요
AKB48와 히카리TV의 대형 타이업 기획으로, 2011년 9월 29일부터 2012년 2월 23일까지 방송되었던 AKB48 콩트 비묘~에 이은 후속 프로그램이다. AKB48의 멤버들이 과혹한 시련에 도전하여, 멤버의 새로운 가능성을 발견해 간다. 매 회 멤버 두 명 각각에게 난제가 주어지고, 그 연습과정부터 본격적 챌린지까지를 다큐멘터리 방식으로 방송한다.
이 프로그램에서는, 시청자가 사전에 AKB48 멤버의 도전 결과를 예상하는 시스템도 준비되어 있어서, 히카리TV-AKB48 특설 웹사이트에서 '성공'인지 '실패'인지를 투표할 수가 있으며, 맞히게 되면 추첨으로 상품이 당첨될 수 있다.

## 방송 내용
| 회 | 방송일          | 출연자          | 미션                                                                   |
| -- | --------------- | --------------- | ---------------------------------------------------------------------- |
| 1  | 2012년 6월 29일 | 다카하시 미나미 | JKT48 24명의 멤버의 풀네임을 1시간 안에 암기하기에 챌린지              |
| 1  | 2012년 6월 29일 | 이와사 미사키   | 3333개의 도미노 블록을 8시간 이내에 세우고, 완벽히 쓰러뜨리기에 챌린지 |
| 2  | 7월 6일         | 오시마 유코     | 한쪽 눈으로만 눈물을 흘릴 수 있을까?                                   |
| 2  | 7월 6일         | 요코야마 유이   | 매운 음식 세계일주 제패가 가능할까?                                    |
| 3  | 7월 13일        | 고지마 하루나   | 당시까지의 모든 싱글 타이틀 말하기                                     |
| 3  | 7월 13일        | 가타야마 하루카 | 10m 다이빙                                                             |
| 4  | 7월 20일        | 미야자와 사에   | 볼링 트릭 플레이에 성공할 수 있을까?                                   |
| 4  | 7월 20일        | 오타 아이카     | 일본 전국 도도부현의 현청소재지를 1시간 안에 암기하라!                 |
| 5  | 7월 27일        | 오야 시즈카     | 림보 댄스에 챌린지!                                                    |
| 5  | 7월 27일        | 나카야 사야카   | 장어 48마리를 10분 안에 60센티미터 떨어진 대야에 옮기기에 챌린지!      |
| 6  | 8월 3일         | 다카조 아키     | 테니스공 피라미드를 테니스 서브로 맞출 수 있을까?                      |
| 6  | 8월 3일         | 마쓰바라 나쓰미 | 물고기 변이 들어간 한자를 1시간 이내에 48개 암기하라!                  |
| 7  | 8월 10일        | 아키모토 사야카 | 소리 안 지르고 절규 머신 타기                                          |
| 7  | 8월 10일        | 노나카 미사토   | 시즈오카 현에 있는 흔들다리를 건널 수 있는가?                          |